# Doba norih
Doba norih, četrti album slovenske rock skupine Big Foot Mama, je izšel v prvi polovici leta 2001. Album je bil posnet v studiu Štala pri Brežicah, za produkcijo je poskrbel Žarko Pak. Na tem albumu se je skupina nekoliko odmaknila od svojega značilnega izraza in se poskusila v eksperimentiranju z drugačnimi glasbenimi elementi (loopi, sampli, rap, ska, disko, operni vokali...). Pri poslušalcih in kritikih, pa tudi znotraj skupine, je album naletel na deljene odzive. 

## Seznam skladb
1. »Intro – neki se cedi«
2. »Fenomen«
3. »Tattoo«
4. »Konc sveta«
5. »Oklep«
6. »Vibracija«
7. »Potujem sam«
8. »Upornik in poet«
9. »Pingvin«
10. »Mal' zabave«
11. »Vesolje«
12. »Mesto zmaja«

## Zasluge
- Aranžmaji: Big Foot Mama in Žare Pak
- Producent: Žare Pak
- Posneto v Studiu Štala, Boršt pri Brežicah (julij 2000, februar 2001)
- Dodatna nasnemavanja v studiu Kif Kif, Ljubljana
- Snemalec: Žare Pak
- Miksano v Studiju Tivoli Production, Ljubljana
- Tonski Mojster: Aco Razbornik
- Mastering: Studijo Tivoli Production